# Lyrskov
Lyrskov (tysk: Lürschau) er en landsby og kommune beliggende ved Arnholt Sø (Arnskov Sø) nord for Slesvig by i det centrale Sydslesvig. Administrativt hører kommunen under i Slesvig-Flensborg kreds i den nordtyske delstat Slesvig-Holsten. Kommunen samarbejder på administrativt plan med andre kommuner i Arns Herred kommunefællesskab (Amt Arensharde). I kirkelig henseende hører Lyrskov historisk under Michaelis Sogn. Sognet lå i den danske periode indtil 1864 (størstedels) i Arns Herred (Gottorp Amt).

## Geografi
Lyrksov ligger ved overgangen til gesten, jorderne er sandede. I omegen findes hedestrækninger, men også moser og skovpartier.
Kommunen omfatter landsbyerne Lyrskov og Arnholt (også Arnskov, ty. Arenholz), lokaliteter Hermannssted (Hermannsort), Holpust, Hvilkro (Ruhekrug), Melby Hede (Melbyer Heide) samt Falkebjerg gods. Mens Arnholt ligger nord for Arnholt Sø, ligger Lyrskov syd for søen. Kommunegrænsen mod nord mod Bollingsted (Gammellund) markeres gennem Rubækken.

## Historie
Stednavnet Lyrskov er første gang dokumenteret i Heimskringla i 1200-tallet. Stednavnets første led betyder enten lyre eller er afledt af oldnordisk hlȳr (for kind, men også i betydningen varmt, mildt). Måske hentyder navnet som arealbetegnelse til stedets(flade) beliggenhed ved den østlige side af Arnholt Sø. Hlȳr betegner også forstavnssiden på et skib og den ene side af en ting. Arnholt er første gang dokumenteret 1268. Stednavnets første led er hentet fra Arnsbækken og blev senere anvendt for både landsbyen og herredet (Arns Herred). Det antages, at leddet Ar(n) betegnede tidligere en stor skovstrækning, der synes at have gået tværs over landet og som har efterladt flere spor i navnene som  Arrild ved Nørrebrarup, Arlå, Arlevad, Arnshoved og måske Arnfjolde og Arnæs. Arn selv er måske afledt af personnavnet glda. Aræld. Hermannsort/Hermannssted er første gang nævnt 1854, navngivning kan ikke efterspores.
På Lyrskov Hede blev der den 28. september 1043 udkæmpet et større slag mellem dansk-norske tropper og vendere. De dansk-norske tropper blev anført af kong under Magnus den Gode. Folkesagnet fortæller, at Olav den Hellige talte til ham i en drøm og forsikrede ham sin understøttelse under slaget.
Landsbyen skæres af Hærvejen. Det oprindelige vejforløb er kun delvis bevaret, efter at den nye forbundsvej B 76 blev anlagt i 1967. Ved Falkebjerg gods fandtes tidligere borganlægget Gammel Gottorp, som var i Slesvig-biskoppernes besiddelse.

## Billeder
- Arnholt Sø (i baggrunden ses Slesvig-senderen)
- Hærvejen i Lyrskov